# Брат Алоїс
Брат Алоїс (11 червня 1954, Штутгарт, Німеччина) — лідер екуменічної спільноти Тезе.

## Біографія
Виріс в Штутгарті. З 1984 року має французьке громадянство. За віросповіданням — католик. Служив у церкві, але священником не став. Після кількаразових коротких перебувань у Тезе, в 1974 році він залишився волонтером-помічником на довший час, а з 1974 року став братом Тезе. З того часу постійно проживає у Тезе.
Засновник спільноти Брат Роже висловлював наміри зробити своїм наступником ще у 1978 році. Після смерті Брата Роже у 2005 році став настоятелем спільноти.
Брат Алоїс координує міжнародні молодіжні зустрічі в Тезе та європейські зустрічі молоді в різних великих містах Європи під час новорічних свят.
Кілька разів відвідував Україну. Вперше у 2012 році, коли зокрема зустрічався з митрополитом Володимиром. У 2018 році брав участь у регіональної зустрічі Тезе у Львові, на яку з'їхались понад 2 тисяч молодих паломників з усієї Європи. Був у Києві та сході України, зокрема відвідував Мар'їнку.

## Праці
- Брат Алоїс. На шляху до нової солідарності. Тезе сьогодні: розмови з Марко Ронкаллі [пер. з фр. М. Мартиненко]. — Київ : ДУХ І ЛІТЕРА, 2016.